# Keegan Allen
Keegan Philip Allen (Los Angeles, 22 luglio 1989) è un attore e cantante statunitense, noto per il ruolo di Toby Cavanaugh nella serie televisiva Pretty Little Liars.

## Biografia
Figlio di Joan Snyder e Phillip Richard Allen, famoso per il ruolo del Captain Esteban nel film Star Trek III: Alla ricerca di Spock, Keegan Allen inizia la sua carriera all'età di 13 anni con un piccolo ruolo in un documentario per Animal Planet. Da qui, guadagna altri piccoli ruoli minori, finché nel 2010 dà la definitiva svolta alla sua carriera ottenendo il ruolo di Toby Cavanaugh nella serie televisiva Pretty Little Liars. L'amicizia con il collega James Franco lo porterà poi a recitare al suo fianco sul grande schermo in molteplici occasioni.
Ha inoltre altre due grandi passioni: una per la fotografia, per la quale, nel febbraio del 2015, ha pubblicato un libro dal titolo Life, Love, Beauty, con la raccolta delle sue foto più belle, ed un'altra per la musica; Allen suona infatti pianoforte e chitarra e si diletta anche nel canto. In particolare, nel 2017, ha rilasciato il suo primo singolo, intitolato Million Miles Away.

## Filmografia

### Cinema
- Palo Alto, regia di Gia Coppola (2013)
- The Sound and the Fury, regia di James Franco (2014)
- Bukowski, regia di James Franco (2015)
- King Cobra, regia di Justin Kelly (2016)
- In Dubious Battle - Il coraggio degli ultimi (In Dubious Battle), regia di James Franco (2016)
- Actors Anonymous, regia di Melanie Aitkenhead (2017)
- Zeroville, regia di James Franco (2019)
- Follow Me, regia di Will Wernick (2020)

### Televisione
- Big Time Rush – serie TV, episodio 1x11 (2010)
- Pretty Little Liars – serie TV, 102 episodi (2010-2017) – Toby Cavanaugh
- CSI: Scena del crimine (CSI: Crime Scene Investigation) – serie TV, episodio 11x16 (2011)
- I Hate My Teenage Daughter – serie TV, episodio 1x11 (2013)
- Verità mortali (The Hazing Secret), regia di Jonathan Wright – film TV (2014)
- Young & Hungry - Cuori in cucina (Young and Hungry) – serie TV, episodio 2x12 (2015)
- Cambiare per amore (A Moving Romance), regia di W.D. Hogan – film TV (2016)
- Youthful Daze – serie TV, episodio 4x09 (2016)
- Major Crimes – serie TV, episodi 5x21 e 6x06 (2017)
- What/If – serie TV, episodi 1x06 e 1x07 (2019)
- Rick and Morty – serie TV, episodio 4x04 (2019) - voce
- Walker – serie TV, 56 episodi (2021-2023)

### Videoclip
- Karma's Not Pretty - Temara Melek (2013)

## Discografia

### Singoli
- Million Miles Away (2017)
- Inside Day (2018)

## Opere
- Life, Love, Beauty, St Martin's Press, 2015. ISBN 978-1-250-06570-4

## Riconoscimenti
- 2011 – Teen Choice Awards
  - Nomination Miglior attore televisivo dell'estate (Pretty Little Liars)
- 2013 – TV Guide Awards
  - Nomination Miglior cattivo (Pretty Little Liars) condiviso con Janel Parrish
- 2013 – Teen Choice Awards
  - Miglior attore televisivo dell'estate (Pretty Little Liars)
- 2014 – Teen Choice Awards
  - Nomination Miglior attore televisivo drammatico (Pretty Little Liars)
- 2015 – Teen Choice Awards
  - Nomination Miglior attore televisivo drammatico (Pretty Little Liars)
- 2016 – Teen Choice Awards
  - Nomination Miglior attore televisivo drammatico (Pretty Little Liars)

## Doppiatori italiani
Nelle versioni in italiano dei suoi film, Keegan Allen è stato doppiato da:
- Alessio Nissolino in Pretty Little Liars, Cambiare per amore
- Stefano Onofri in CSI - Scena del crimine
- Emiliano Coltorti in Verità mortali
- Andrea Mete in Young & Hungry - Cuori in cucina
- Daniele Raffaeli in Major Crimes
- Riccardo Rossi in What/If
- Flavio Aquilone in Walker